# Pleurothyrium pilosum
Pleurothyrium pilosum är en lagerväxtart som beskrevs av H. van der Werff. Pleurothyrium pilosum ingår i släktet Pleurothyrium och familjen lagerväxter. Inga underarter finns listade i Catalogue of Life.